# دایمیوهای شینپان
شینپان (به ژاپنی: 親藩 Shinpan) یک طبقه از دایمیو‌ها در شوگون‌سالاری توکوگاوا در ژاپن بودند که خویشاوندی خاصی با شوگون داشتند. در حالی که همه شینپان‌ها از بستگان شوگون بودند، اما همهٔ بستگان شوگون، شینپان نبودند. برای نمونه، خاندان ماتسودایرا از قلمروی اوکوتونو اقوام غیر دایمیو، که جزو گوسانکیو (سه شاخه جدا شده از خاندان توکوگاوا) بودند، تنها به عنوان «کامون» یا عضو خاندان توکوگاوا شناخته می‌شدند - اما در عوض دایمیوهای شینپان به عنوان «کامون دایمیو» (家門 大名) یا اربابان (دایمیوهای) عضو خاندان توکوگاوا شناخته می‌شدند.
شینپان شامل توکوگاوا گوسانکه، خاندان ماتسودایرا از آیزو و خاندان ماتسودایرا از قلمروی فوکوئی بود.